# Фролов Олександр Пилипович
Фролов Олександр Пилипович (24 серпня 1804 — 6 травня 1885) — декабрист, підпоручик Пензенського піхотного полку. Мемуарист.

## Біографія
З дворян Таврійської губернії м. Єнікале. Народився в Севастополі. Батько — артилерійський капітан Пилип Фролов, мати — Пелагея Данилівна NN. Отримав домашнє виховання. В службу вступив в 1818 році підпрапорщиком в Пензенський піхотний полк. У 1825 році — підпоручик того ж полку, офіцер 2 мушкетерської роти, якою командував декабрист О. І. Тютчев.
Член Товариства об'єднаних слов'ян з травня 1825 року.
Заарештований 10 лютого 1826 року, доставлений з Житомира до Петербурга, ув'язнений у Петропавловську фортецю. Знав мету товариства — встановити рівність, знав про намір декабристів позбавити життя імператора. Був на нараді у Андрієвича, де говорилося про намір почати дії в 1826 році.
Засуджений за II розрядом на каторжні роботи на 20 років, по найвищій конфірмації термін каторги скорочений до 15 років. Каторгу відбував в Читинському острозі і Петровському заводі (1827–1835). Звернений на поселення в с.Шушенське Мінусинського округу Енисейской губернії, де займався сільським господарством, сіяв тютюн, вирощував городні культури, завів табун коней, побудував млин. Насіння виписував з Росії і поширював їх серед місцевих жителів. Вивчав різні ремесла, працював у столярній, токарній і палітурній майстернях. У 1840 році безрезультатно клопотав про переведення рядовим на Кавказ, служив в Сибіру по откупам. У 1854 році помер друг Фролова Фердинанд Вольф, залишивши йому заповіт в 5000 рублів. Після амністії 1856 року Фролов розпродав своє майно і виїхав до Європейської Росії. За амністією 1856 року відновлений в колишніх правах. Після повернення в Європейську Росію в 1858 році дозволено оселитися в Керчі, за височайшим повелінням 24 грудня 1858 року йому збережено допомогу, яку він отримував від скарбниці в Сибіру (114 рублів 28 копійок на рік). В Керчі Фролов займався хліборобством і вівчарством на орендованих ним у районі міста ділянках, в 1872 році ліквідував господарство і переїхав в Троїце-Сергіїв посад, а в 1879 до Москви.
Помер у Москві. Похований на Ваганьковському кладовищі.

## Мемуарист
Автор спогадів, які були опубліковані в 1882 році в журналі (оригінальна назва рос. "Русская старина"). Вони являють собою відгук на записки декабриста Завалішина. Фролов вважає, що Завалишин спотворив багато фактів у відносинах між декабристами в період каторги. Спогади носять полемічний характер.